# محطة قطار سيدي عبد العزيز
محطة سيدي عبد العزيز هي محطة قطار جزائرية تقع بجماعة سيدي عبد العزيز في ولاية جيجل .

## موقع في السكك الحديدية
تقع المحطة في الشمال الشرقي لبلدية سيدي عبد العزيز، على خط رمضان جمال إلى جيجل . تسبقها محطة قطار العنصر وتتبعها محطة محطة قطار بازول .

## خدمة الركاب

### خدمة
تخدم محطة سيدي عبد العزيز القطارات الإقليمية على خط قسنطينة - جيجل,.

## المٌلاحظات والمراجع
1. ↑  Bouhali Mohamed-Cherif (05 juillet 2018). "Le train siffle de nouveau entre Jijel et Constantine". lesoirdalgerie.com. مؤرشف من الأصل في 2023-04-04. اطلع عليه بتاريخ 4 avril 2023. {{استشهاد ويب}}: تحقق من التاريخ في: |تاريخ-الوصول= و|تاريخ= (مساعدة).

## أنظر أيضا

### مقالات ذات صلة
- الخط من رمضان جميل إلى جيجل
- قائمة محطات القطارات في الجزائر

### رَابط خارجي
- "SNTF". Société nationale des transports ferroviaires (SNTF). مؤرشف من الأصل في 2025-06-02..

قالب:Desserte gare/début
قالب:Desserte gare
قالب:Desserte gare/fin